# Engelbert Holderied
Engelbert Holderied (né le 26 juin 1924 à Füssen, mort le 22 octobre 1994 dans la même ville) est un joueur professionnel et entraîneur allemand de hockey sur glace.

## Carrière
En tant que joueur
Engelbrecht Holderied commence une carrière professionnelle en 1948 au EV Füssen et est notamment champion en 1949. En 1953, il arrive au Düsseldorfer EG.
Holderied a 7 sélections dans l'équipe nationale, participe aux Jeux olympiques de 1952.
En tant qu'entraîneur
Holderied est l'entraîneur du EV Landshut de 1957 à 1959, du Düsseldorfer EG de 1962 à 1965 et du Krefelder EV de 1965 à 1968.
En compagnie de Xaver Unsinn et Markus Egen, il entraîne l'équipe nationale lors des Jeux olympiques de 1964.

## Source de traduction
- (de) Cet article est partiellement ou en totalité issu de l’article de Wikipédia en allemand intitulé « Engelbert Holderied » (voir la liste des auteurs).